# Mikmakové

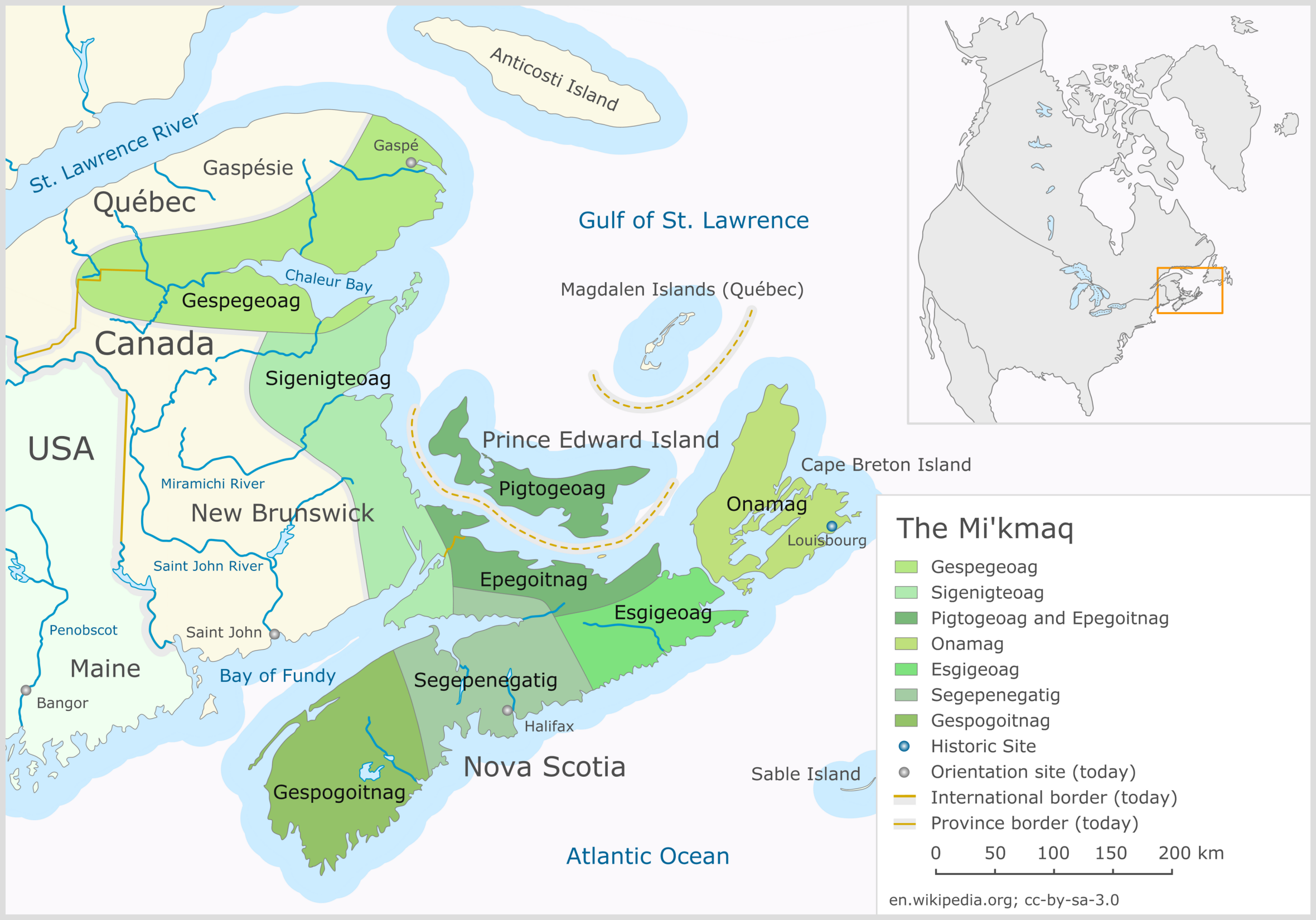
Mapa osídlení Mikmaků

Vlajka Mikmaků

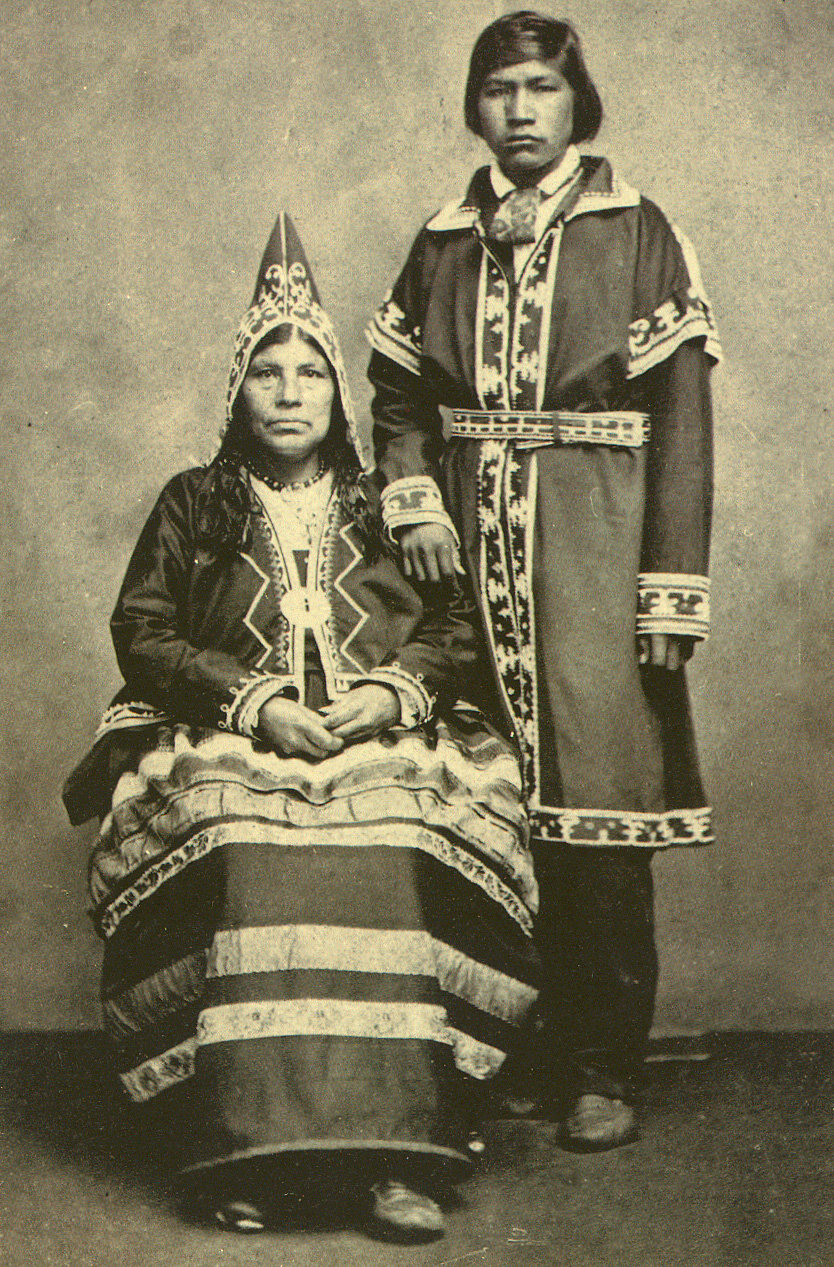
Mikmakové ve slavnostním oblečení, rok 1865

Mikmakové (Mi'kmaq) je etnikum patřící mezi První národy, obývající poloostrov Nové Skotsko a přilehlé atlantické pobřeží od státu Maine po ústí řeky svatého Vavřince. Hlásí se k němu okolo 40 000 lidí (dalších 25 000 příslušníků blízce příbuzné skupiny Qalipu, uznané jako samostatný národ teprve roku 2008, žije na poloostrově Labrador). Mikmakština náleží do východní skupiny algonkinských jazyků a v minulosti se zapisovala originálním hieroglyfickým písmem. Počet aktivních uživatelů jazyka se odhaduje na osm tisíc.
Sami sebe nazývají Lnu (lidé), název Mikmakové znamená v algonkinských jazycích příbuzní, přátelé. Od konce doby ledové obývali přímořský lesnatý kraj, živili se lovem losů, kytovců a rybolovem. Úhoře, jesetery a další druhy ryb s oblibou nabodávali pomocí dlouhých vidlic. Žili v chýších nazývaných wikuom (odtud slovo wigwam) pro deset až dvacet lidí. Jednotlivým kmenům vládla rada starších zvaná Santé Mawiómi, dědičný náčelník měl titul Keptinaq.
Jídlo připravovali vařením ve velkých dlabaných dížích pomocí horkých kamenů. Tradičními nepřáteli Mikmaků byli Beothukové, indiánský kmen z Newfoundlandu. Právě kvůli válkám s Mikmaky, kteří již v 17. stol. získali od Francouzů palné zbraně, byl kmen Beothuků v 18. stol vyhuben.
Patřili k prvním indiánským kmenům, které přišly do kontaktu s Evropany, a v roce 1610 náčelník Henri Membertou přijal křesťanství. Ve válce krále Viléma a dalších konfliktech byli Mikmakové součástí konfederace Wabanaki, která bojovala na straně Francouzů proti Angličanům. V roce 1761 byla slavnostně zakopána válečná sekera a Mikmakové se stali poddanými britské koruny. Původní počet Mikmaků se odhaduje na dvacet tisíc, války a zavlečené choroby jej snížily na zhruba dva tisíce, od začátku 19. století se opět zvyšuje.
Jsou známi jako zruční řemeslníci, zabývají se pletením košíků a výrobou hokejek z habrového dřeva (moderní tvar hokejek s rovnou čepelí pravděpodobně vymysleli právě Mikmakové).
Tradiční mikmacké náboženství uctívá stvořitele světa jménem Glooscap, který byl zároveň kulturním hrdinou i prohnaným, poněkud zlomyslným šprýmařem, podobně jako Krkavec u severozápadních kmenů nebo Kojot u prérijních indiánů. na rozdíl od nich však měl Glooscap antropomorfní vzhled. Od roku 1610 byli christianizováni, ale tradiční náboženství přežilo až do 19. století.
Známými Mikmaky jsou aktivistka za práva původních obyvatel Anna Mae Pictou Aquashová, herečka Natasha Henstridgeová, hokejista Sandy McCarthy nebo Donald Marshall, Jr., oběť justičního omylu, o kterém byl natočen film Odepřená spravedlnost.

## Seznam mikmackých kmenů
- Abegweit First Nation
- Acadia First Nation
- Annapolis Valley First Nation
- Aroostook Band of Micmac
- Bear River First Nation
- Buctouche First Nation
- Burnt Church First Nation
- Chapel Island First Nation
- Eel Ground First Nation
- Eel River Bar First Nation
- Elsipogtog First Nation
- Eskasoni First Nation
- Fort Folly First Nation
- Micmacs of Gesgapegiag
- Nation Micmac de Gespeg
- Glooscap First Nation
- Indian Island First Nation
- Lennox Island First Nation
- Listuguj Mi'gmaq First Nation
- Membertou First Nation
- Metepenagiag Mi'kmaq Nation
- Miawpukek First Nation
- Qalipu First Nation
- Millbrook First Nation
- Pabineau First Nation
- Paq'tnkek First Nation
- Pictou Landing First Nation
- Indian Brook First Nation
- Wagmatcook First Nation
- Waycobah First Nation